# Deuxième corps de l'armée de Virginie du Nord

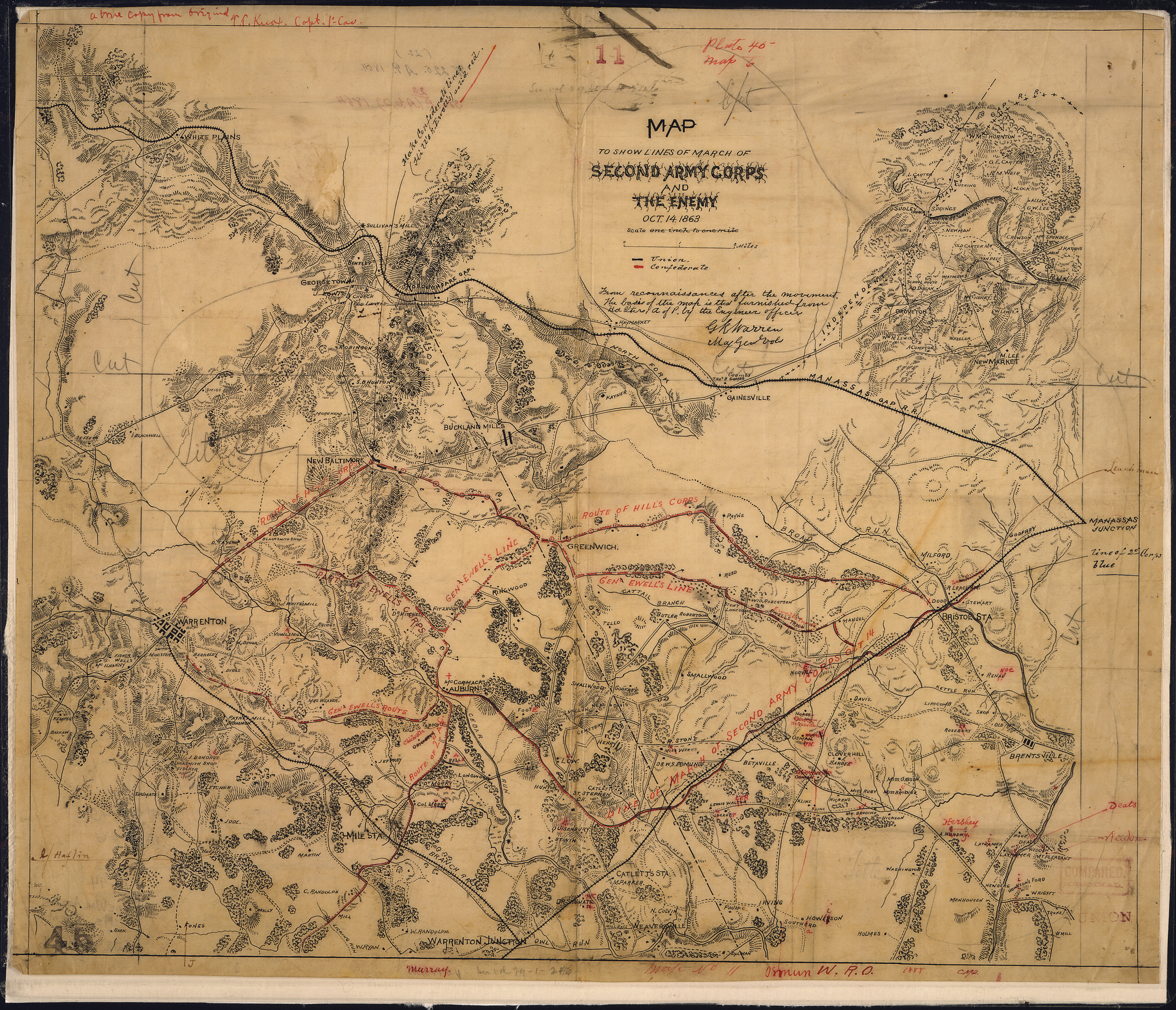
La carte pour montrer les lignes de marche du deuxième corps d'armée et de l'ennemi, 14 octobre 1863

Le deuxième corps de l'armée de Virginie du Nord est une organisation militaire au sein de l'armée de Virginie du Nord confédérée pendant la guerre de Sécession. Il est officiellement créé et nommé à la suite de la bataille d'Antietam (Sharpsburg) en 1862, mais comporte des unités dans une organisation d'un corps quelque temps auparavant. Le deuxième corps acquiert une réputation par des combats difficiles sous les ordres du fameux commandant Thomas J. "Stonewall" Jackson.

## Contexte
Les troupes constituant le deuxième corps proviennent du deuxième corps de l'armée du Potomac, sous le commandement du major général Gustavus W. Smith. Cette unité est également connue comme la deuxième division et est finalement absorbée par l'armée de Virginie du Nord du général Robert E. Lee comme réserve au sein de la division du major général D. H. Hill. Lorsque Lee est en mesure de réorganiser son armée après la fin des combats avec le major général de l'Union George B. McClellan dans la péninsule, il crée ce corps d'armée sous le commandement du lieutenant général Jackson, avec un corps similaire sous les ordres du lieutenant général James Longstreet. La réorganisation de Lee est fondée sur son appréciation de la performance de ses commandants de division lors de la bataille des sept jours.

## Commandement du lieutenant général T. J. Jackson

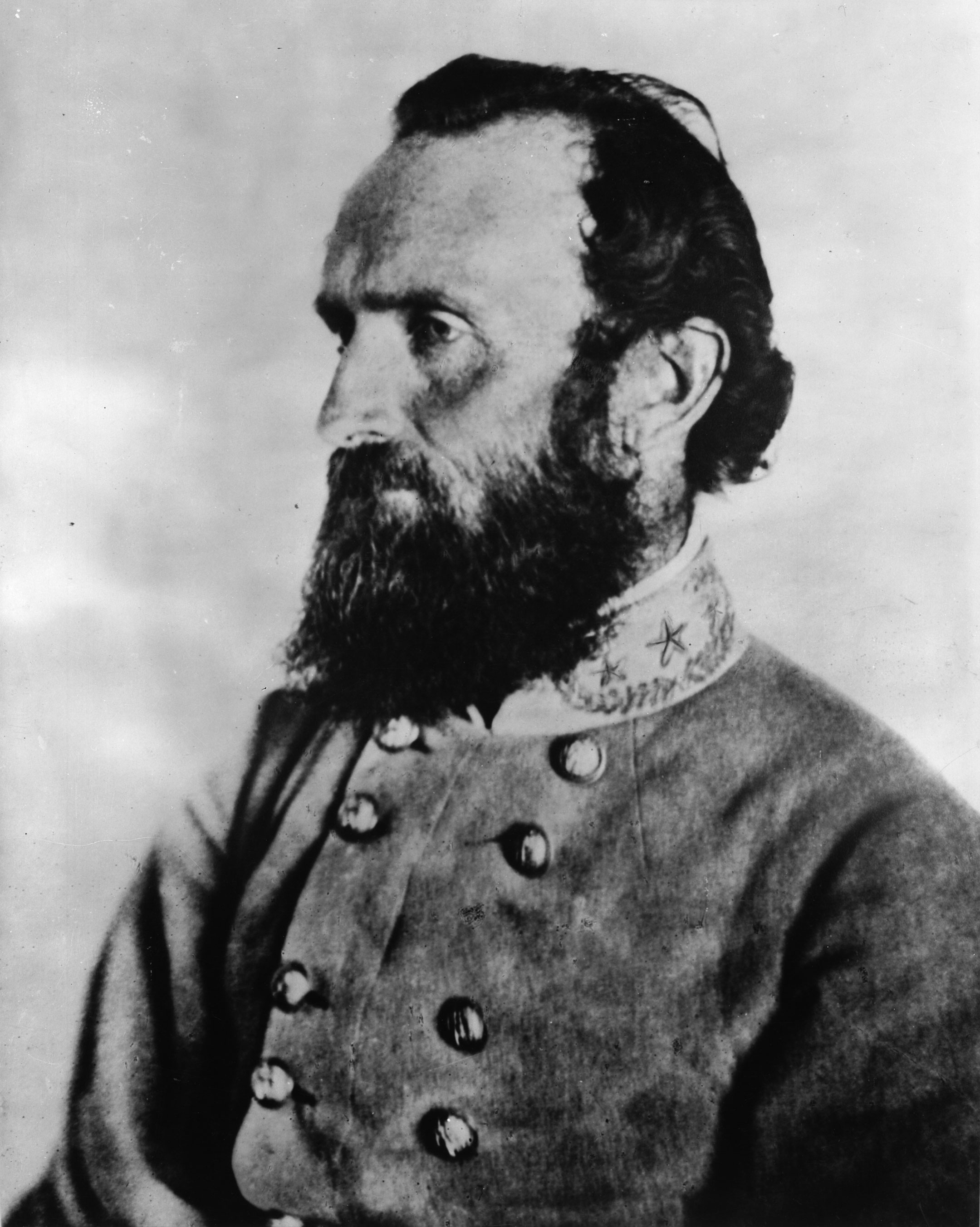
Lieutenant général T. J. "Stonewall" Jackson.

Le général Jackson commande ce qui devient le deuxième corps à partir de la fin de la campagne des sept jours, le 13 juillet 1862, jusqu'à sa mort après la bataille de Chancellorsville, en mai 1863. La promotion officielle de Jackson en lieutenant général est faite le 10 octobre 1862, et  le « corps de Jackson » prend le titre de deuxième corps le 6 novembre environ. Jackson commande simultanément le « district de la vallée » du département de Virginie du Nord, et mène des opérations avec son corps près de Winchester, en Virginie, gardant la basse vallée de la Shenandoah lorsqu'il n'est pas entièrement nécessaire par Lee d'être à portée de main de l'armée principale. Jackson commande le corps à la bataille de Fredericksburg et dans la série de combats qui s'ensuivent le long de la rivière Rappahannock. L'apogée du corps survient au cours de la bataille de Chancellorsville, quand Jackson dirige la célèbre attaque en contournement du flanc gauche qui met en déroute la plupart de l'armée du Potomac du major général Joseph Hooker. Toutefois, la perte subséquente de Jackson est dévastatrice pour Lee et l'armée de Virginie du Nord, et est considérée comme un tournant pour la capacité de Lee à commander l'armée, sans avoir besoin occasionnellement de voir personnellement les détails du commandement du corps.

## Commandement temporaire d'A. P. Hill et de J. E. B. Stuart
Du 2 mai au 30 mai 1863, le deuxième corps est commandé temporairement par le major général A. P. Hill, à l'exception d'un jour, par le major général J. E. B. Stuart, le 2 mai, pendant la perte cruciale due à la blessure mortelle de Jackson.

## Commandement du lieutenant général. R. S. Ewell

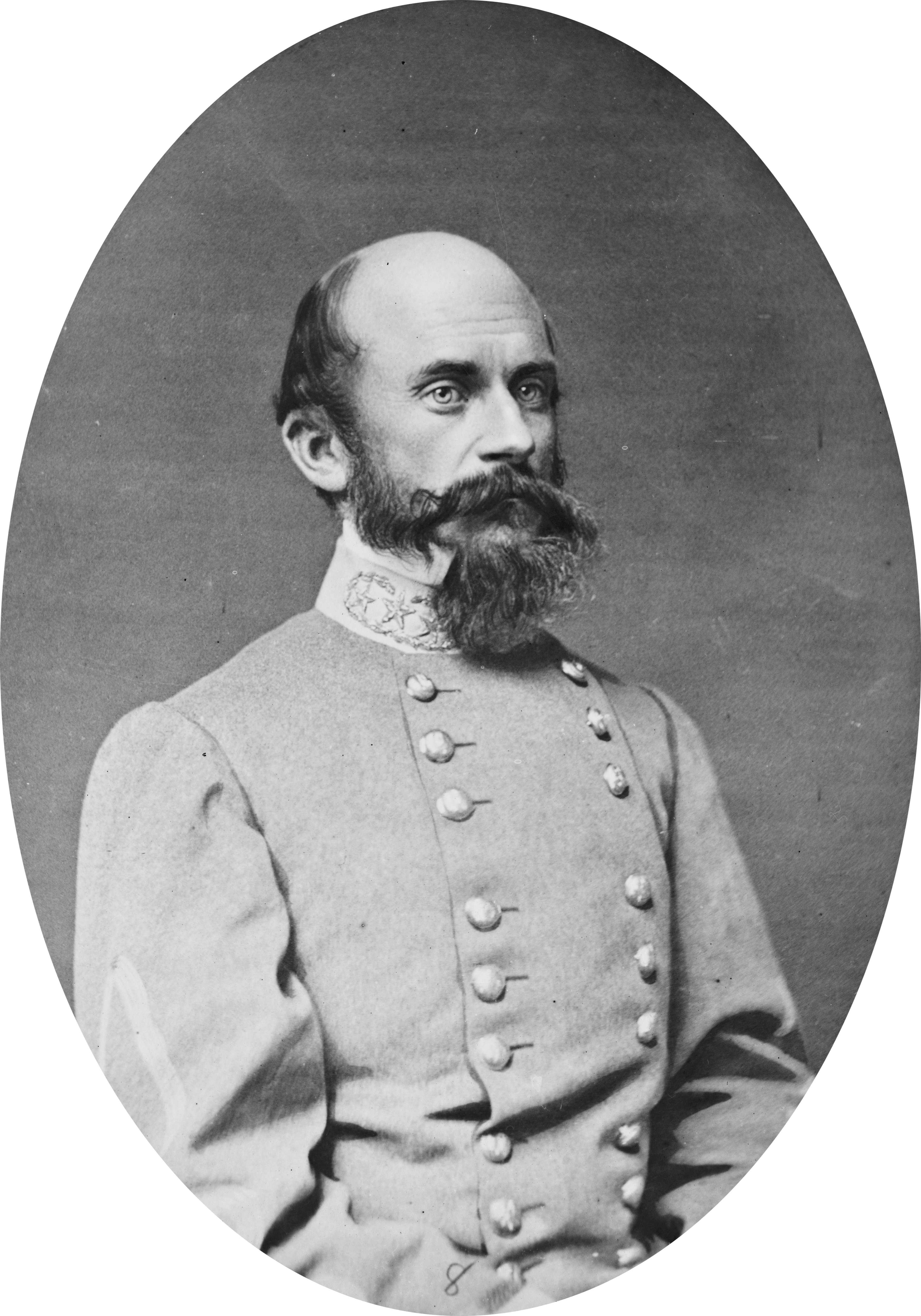
Lieutenant général Richard S. Ewell.

À la suite des actions de nettoyage et les commandements temporaires après la bataille de Chancellorsville, le général Lee attribue officiellement le deuxième corps au lieutenant général Richard S. Ewell, qui a récupéré récemment d'une amputation de sa jambe après la seconde bataille de Bull Run. Ewell a commandé une division et travaillé sous les ordres de Jackson, et est originaire de cette organisation. Jackson avait recommandé Ewell pour un commandement à Lee avant sa mort. Cependant, le deuxième corps est réduit lorsque Ewell prend le commandement, parce que le général Lee favorise la création d'un troisième corps sous les ordres d'A. P. Hill. Ewell dirige le deuxième corps au cours de la campagne de Gettysburg, après avoir défoncé le VIII corps de l'Union et décimé le commandement du major général Robert H. Milroy lors de la seconde bataille de Winchester. Ewell continue de commander le corps à l'ouverture de la campagne de 1864 lors de la bataille de la Wilderness et la bataille de Spotsylvania. Cependant, la capacité d'Ewell en tant que commandant de corps diminue, et Lee estime nécessaire de réaffecter Ewell dans le département de Richmond, le 29 mai 1864.

## Commandement du lieutenant général J.-A. Early

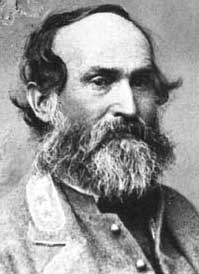
Lieutenant général. Jubal A. Early.

Avec la réaffectation d'Ewell, le lieutenant général. Jubal A. Early prend le commandement, apportant une richesse d'expérience. Il a déjà commandé temporairement à la fois le deuxième et troisième corps pendant l'indisponibilité d'Ewell et de Hill au cours de la bataille de la Wilderness. Early a beaucoup d'expérience en tant que commandant de division et a servi sous les ordres des généraux Jackson et Ewell. Par conséquent, Lee décide, en juin 1864 d'utiliser le deuxième corps pour une autre invasion de l'Union dans une tentative de provoquer un recul du général Ulysses S. Grant qui pressent le front de Lee. Early prend le deuxième corps, techniquement, en tant qu'armée de la vallée détachée, vers l'aval de la vallée de la Shenandoah et jusqu'à la banlieue de Washington, DC, pillant le chemin de fer de Baltimore and Ohio et la campagne du Maryland et de Pennsylvanie, le long du chemin. Mais l'invasion est de courte durée, car l'Union est en mesure d'y répondre avec une contre-campagne du major général Philip Sheridan, qui refoule Early en Virginie avec des forces écrasantes de l'Union. Alors que Sheridan combat Early en amont de la vallée de la Shenandoah, Sheridan commence son célèbre « incendie » de la vallée, détruisant les récoltes, le bétail, les fermes, les granges, les maisons et détruisant tout sur son chemin. Le deuxième corps, dans cette dernière campagne, combat jusqu'à la mort, livrant bataille sur bataille jusqu'à ce que le corps disparaisse pratiquement, et que les restes soient mis en déroute lors de la bataille de Belle Grove (également Cedar Creek). Sans défense maintenant, les citoyens et les communautés de la vallée de Shenandoah sont soumis, sans entrave, à la dévastation causée par le général Sheridan. Même si Early est l'un des commandants de division les plus considérés par Lee, et a réussi à créer une grande diversion, Lee choisir de « relever » officiellement Early de son commandement, plutôt que de laisser l'Union apprendre que le deuxième corps est devenu si fantomatique.

## Commandement du major général J. B. Gordon

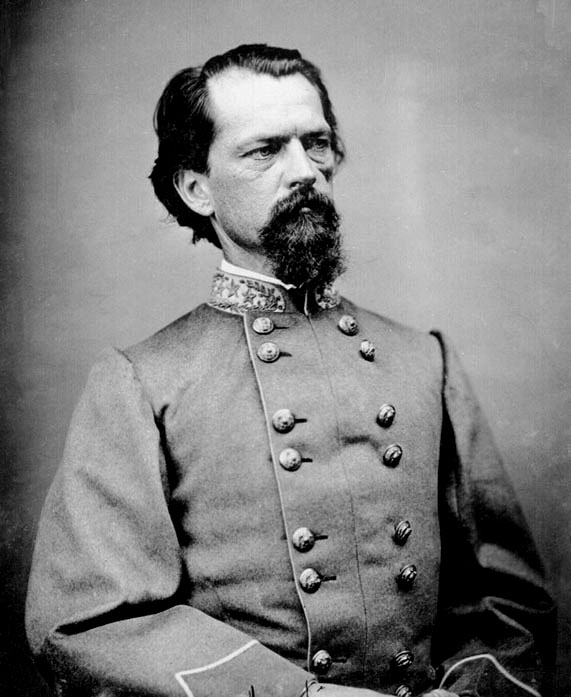
Major général John B. Gordon.

Le peu qui reste du deuxième corps est reconstitué et rejoint le corps principal de l'armée de Virginie du Nord, et le major général John B. Gordon est placé à son commandement le 20 décembre 1864. Gordon commande le corps, l'« aile gauche » de l'armée réduite de Lee, jusqu'à ce qu'il se rende à Appomattox Court House, en Virginie, le 9 avril 1865. Une action importante menée alors que Gordon est au commandement est la bataille de Fort Stedman, qui commence avec une attaque surprise par le corps, qui obtient un certain succès avant d'être repoussé par les réserves de l'Union. Le commandement de Gordon est aussi était dans le convoi  de l'armée au cours de son dernier combat près de Appomattox Court House. Gordon et le deuxième corps mène la parade de reddition de l'infanterie confédérée.